# Wenus i Adonis (obraz Paola Veronesego)

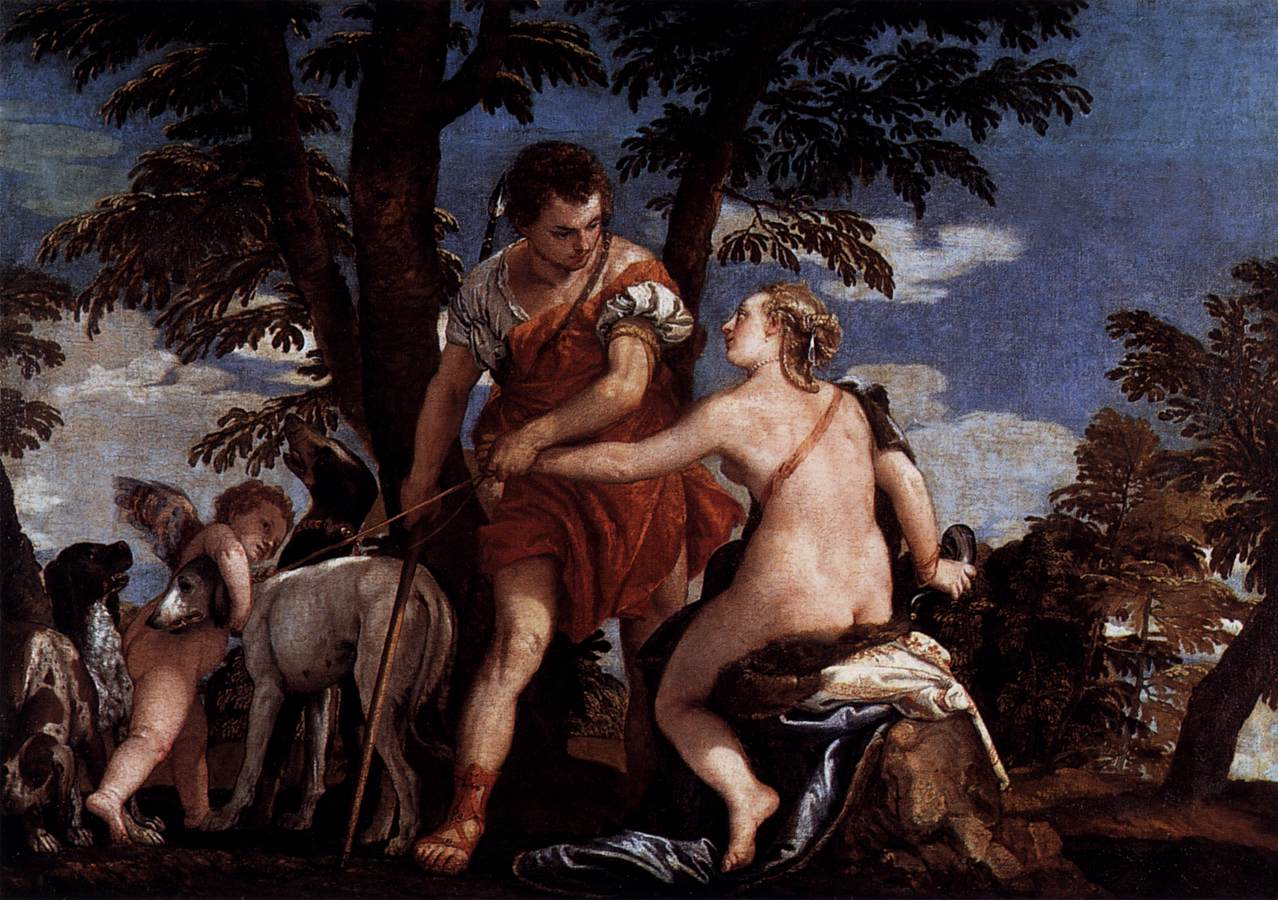
Wenus i Adonis (1562), olej na płótnie, 123 × 174 cm

Wenus i Adonis (wł. Venere e Adone) – druga wersja obrazu włoskiego malarza renesansowego Paola Veronesego.
Tematem obrazu jest scena zaczerpnięta z mitologii greckiej i opisana w Metamorfozach Owidiusza (X, 529-559). Po raz pierwszy, Veronese podjął się tego tematu w 1562 roku. Prawdopodobnie wzorował się na obrazie Tycjana z 1554 roku pod takim samym tytułem Wenus i Adonis. Dzieło obecnie znajduje się w Muzeum Staatliche Kunstsammlungen w Augsburgu.
W drugiej wersji autor wybrał z miłosnej historii motyw nieco inny niż wcześniej. Scena obrazuje chwilę, gdy bogini Wenus poproszona przez Adonisa o wyjaśnienie jej troski o jego bezpieczeństwo, opowiada w cieniu topoli historię z greckiego mitu arkadyjskiego Atalanty i Hippomenesa, którzy zostali zamienieni w lwy przez boginię Kybele. Wenus przez tę opowieść pragnęła przekazać swoje obawy, by ukochany nie zginął od kłów dzika. Adonis słuchając zasnął na kolanach bogini. Stojący przy nich Kupidyn stara się odciągnąć psa, by ten nie obudził młodzieńca.
Veronese podobnie jak Tycjan przedstawił postacie na tle leśnego pejzażu, jednakże dynamika obrazu jest zupełnie inna. Tutaj postacie przedstawione zostały w wyważonych pozach, scena namalowana została miękkimi płaszczyznami o różnych barwach rozjaśnianych złocistym światłem.
W 1614 roku temat Wenus i Adonisa podjął Rubens wzorując się jednak na dziele Tycjana.